# يوجين وونغ
يوجين وونغ (بالإنجليزية: Eugene Wong)‏ هو عالم حاسوب أمريكي، ولد في 24 ديسمبر 1934 في الصين.

## وصلات خارجية
- الموقع الرسمي